# یابه، فوکوئوکا
یابه، فوکوئوکا (به لاتین: Yabe, Fukuoka) یک منطقهٔ مسکونی در ژاپن است که در کیوشو واقع شده‌است. یابه ۱٬۷۳۰ نفر جمعیت دارد.